# 포르쉐 카레라

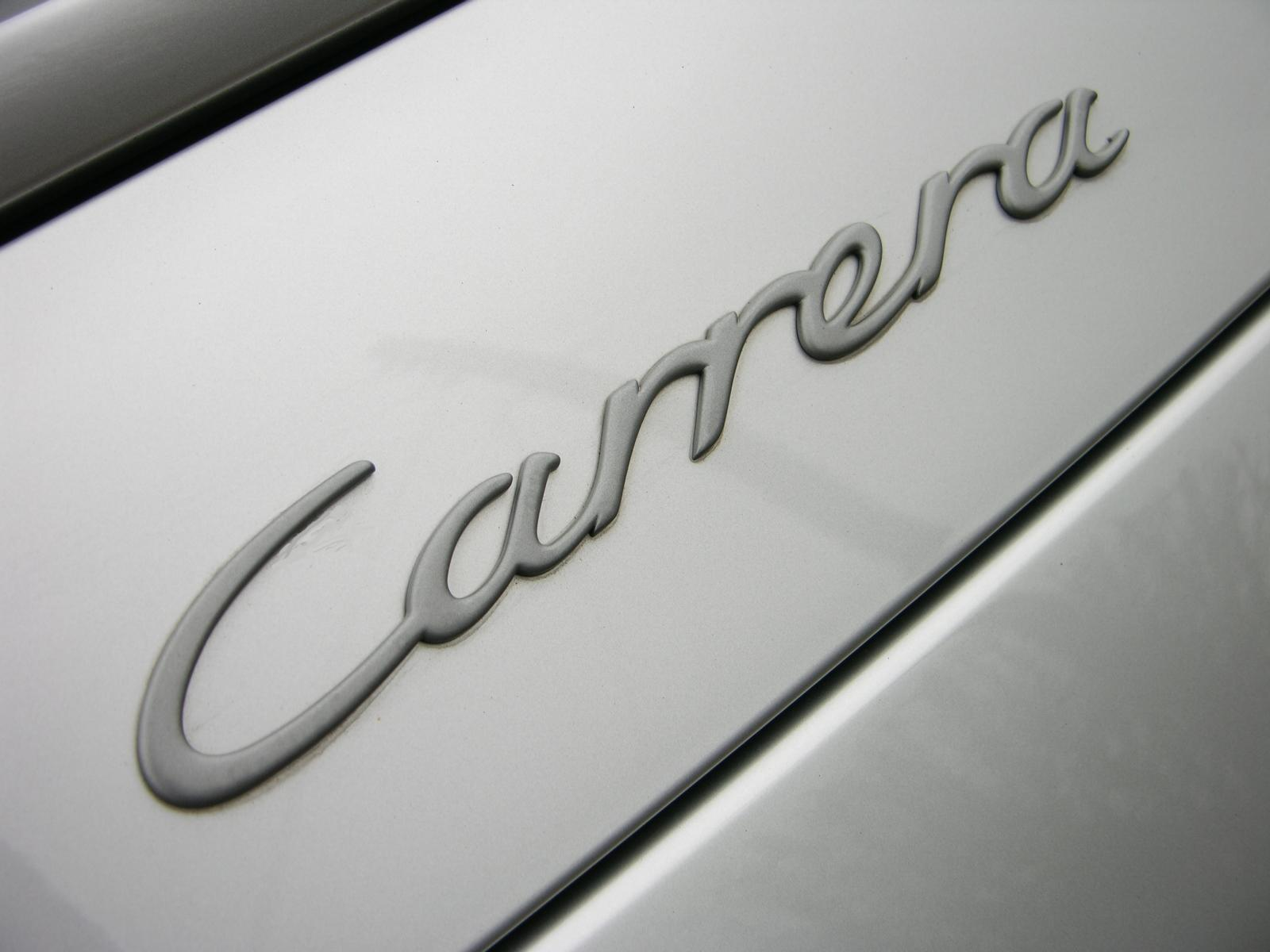

카레라(Carrera)는 포르쉐의 등록상표로 카레라 파나메리카나 경주에서 우승한 자사의 자동차 모델을 기념하기 위해 만들었다. 카레라는 스페인어로 경주를 의미한다.
포르쉐는 다음 모델들을 카레라 모델이라 부른다.
- 포르쉐 356
- 포르쉐 904
- 포르쉐 911
  - 포르쉐 911 (1963-1989)
  - 포르쉐 964 (1989-1993)
  - 포르쉐 993 (1993-1998)
  - 포르쉐 996 (1998-2004)
  - 포르쉐 997 (2004-현재)
  - 포르쉐 991 (2012–현재)
  - 포르쉐 992 (2019–현재)
- 포르쉐 924
- 포르쉐 카레라 GT